# Жан Анрі Жом Сент-Ілер

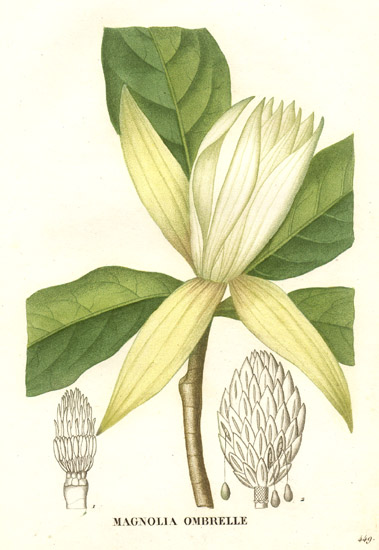
Magnolia tripetala, ілюстрація Сент-Ілера у La flore et la pomone françaises.

Жан Анрі Жом Сент-Ілер (фр. Jean Henri Jaume Saint-Hilaire; 29 жовтня 1772, Грасс — 1845) — французький художник, працював у жанрі ботанічної ілюстрації; ботанік.
Саме Сент-Ілер впровадив у культуру у Франції рослину гірчак фарбувальний (Polygonum tinctorium), з якого отримували цінну блакитну фарбу.
Жан Анрі Жом Сент-Ілер дуже цікавився лісовою рослинністю, тому став членом Société Royale d’Agriculture у 1831 році.

## Рослини, описані Сент-Ілером
Жом Сент-Ілер — автор декількох таксонів у родинах:
- Amaryllidaceae J.St.-Hil.
- Crassulaceae J.St.-Hil.
- Lythraceae J.St.-Hil.
- Verbenaceae J.St.-Hil.